# Jeeves
(Evelyn Waugh)
Jeeves è un personaggio di un lungo e popolare ciclo di racconti e romanzi dello scrittore umoristico inglese P. G. Wodehouse nei quali è il valletto personale (gentleman's gentleman) di Bertram (Bertie) Wooster. Quest'ultimo è normalmente anche l'io narrante. Jeeves è probabilmente il personaggio più famoso di Wodehouse, e nel mondo anglosassone è diventato il maggiordomo per antonomasia.

## Il personaggio
Come tutti i domestici di Wodehouse, Jeeves è indicato solo col cognome; tuttavia, in uno degli ultimi romanzi (Molto obbligato, Jeeves del 1971) Wodehouse inaspettatamente ci rivela il suo nome di battesimo. Nelle parole di Bertie, «Ciao Reggie - disse, ed io rimasi stupefatto dalla rivelazione che Jeeves si chiamasse Reginald.».
Le sue caratteristiche ne fanno un domestico assolutamente unico.

È estremamente efficiente in tutti gli aspetti del suo lavoro.

Ha inventato una bevanda la cui composizione è segreta (si sa soltanto che tra i suoi ingredienti ci sono il succo di pomodoro, l'uovo crudo, il pepe di Caienna e la salsa Worcester) ma che permette di curare pressoché istantaneamente i postumi della sbornia.

Ha la caratteristica di entrare e uscire dalle stanze senza farsi notare; nelle parole di Bertie, «State parlando del più e del meno e improvvisamente avvertite una presenza, per così dire, ed eccolo lì».

Ha un linguaggio ampolloso e ricco di citazioni latine, shakespeariane, o di altri poeti dei quali regolarmente Bertie ignora l'esistenza.

È un membro attivo del Junior Ganymede Club (Club del Giovane Ganimede), un circolo per valletti e maggiordomi, in cui ogni membro deve tenere aggiornato un quaderno dedicato al datore di lavoro. La sezione dedicata a Bertie, la più corposa del circolo, è di ben diciotto pagine.
Soprattutto, grazie alla propria intelligenza fuori dal comune e a conoscenze inesauribili in ogni campo dello scibile umano, riesce sempre a tirare fuori dai guai il proprio inetto padrone e gli altri personaggi che di volta in volta gli chiedono aiuto.

### L'inversione dei ruoli
«Jeeves, chi era quel tale che guardava qualche cosa, e questo gli ricordava un altro tale che guardava qualche cosa d'altro? Ho imparato quel passo a scuola ma non me lo ricordo più.»
«Suppongo che l'individuo che lei ha in mente, signore, sia il poeta Keats, che paragonò le sue emozioni, la prima volta che lesse l'Omero di Chapman, a quelle del robusto Cortés quando con occhi d'aquila contemplava il Pacifico.»
(da Grazie, Jeeves)
Nel ciclo di Jeeves uno dei principali meccanismi comici è l'inversione dei ruoli tra Jeeves e Bertie: la gerarchia intellettuale, culturale e linguistica è esattamente l'opposto di quella sociale e finanziaria. Bertie Wooster deve essere ricco e aristocratico perché non sa fare nulla; Jeeves può appartenere alle classi subalterne perché sa fare tutto.

Questa inversione permette a Wodehouse da un lato di ideare una serie infinita di equivoci madornali risolti ogni volta da Jeeves come deus ex machina, dall'altro di mettere a frutto nei dialoghi la sua eccezionale padronanza linguistica: mentre Bertie dice spesso frasi sconvenienti come «una cosa da far cascare le mutande», «gli occhi che schizzano dalle orbite», Jeeves ha sempre un linguaggio impeccabile ed in particolare fa un largo uso dell'understatement, l'attenuazione linguistica tipica delle classi alte inglesi: una situazione drammatica è per lui al massimo "incresciosa" o "sconcertante", mentre i suoi numerosi trionfi sono commentati con frasi come "mi sforzo di dare soddisfazione, signore".

### Maggiordomo o valletto?
Al contrario dell'opinione corrente, Jeeves non è il maggiordomo (butler) di Bertie. È invece il suo valletto personale (valet). La differenza, fondamentale in un mondo gerarchizzato come quello dell'aristocrazia britannica, è che il valletto è al servizio del suo datore di lavoro come persona, mentre il maggiordomo è al servizio della casa. Nei paesi anglosassoni la confusione è aumentata dal fatto che in inglese americano valet viene usato per indicare l'addetto alle macchine nei parcheggi, e quindi in America l'occupazione di Jeeves viene sempre indicata con il termine butler.
A smorzare la tensione ci pensa Bertie, che spesso presta Jeeves in sostituzione di vari maggiordomi, e osserva che «se c'è bisogno di lui, può "maggiordomare" con i migliori di loro.» («If the call comes, he can buttle with the best of them.»)

## Curiosità
Jeeves è un brano di Paolo Conte contenuto nel disco intitolato "Nelson". L'autore simpaticamente chiede a Jeeves di aiutarlo ad abbandonare un circolo di inglesi annoiati in cui Priscilla Doody lo perseguita per avere le sue attenzioni del tutto non gradite. Alla fine Jeeves interviene e suggerirsce all'autore un improbabile impegno improvviso, gli infila un cappello da "boy scout", del tutto fuori luogo, per ricordargli un fantomatico raduno in montagna... 
Una delle sottotrame ricorrenti nelle storie di Jeeves prevede che Bertie adotti un capo d'abbigliamento o prenda decisioni che dispiacciono a Jeeves, come una giacca bianca, un paio di calze colorate o farsi crescere i baffi. Invariabilmente il racconto si concluderà con Bertie che, tratto in salvo grazie a Jeeves dalle situazioni intricate in cui si viene sempre a trovare, mostrerà la sua riconoscenza rinunciando (più o meno volontariamente) alla decisione sgradita.
Il romanzo Chiamate Jeeves è l'unico in cui Jeeves appare senza Bertie; è infatti temporaneamente al servizio del nono Conte di Rowcester mentre Bertie frequenta un corso di sopravvivenza per ricchi oziosi nel caso di una rivoluzione socialista.
L'unico racconto narrato in prima persona da Jeeves anziché da Bertie è invece Parla Jeeves (contenuto in Avanti Jeeves!), nel quale, per dissuadere il suo padrone dall'intenzione di prendere moglie e avere figli, Jeeves fa sì che debba tenere un discorso in una scuola femminile.
L'onniscienza di Jeeves è così nota nei paesi anglosassoni che il motore di ricerca Ask Jeeves si è ispirato a lui. Nel settembre 2005, quando il sito ha comunicato l'intenzione di togliere la caricatura di Jeeves dalla propria home page, una protesta di massa dei fan di Wodehouse ha impedito che ciò avvenisse.
Il personaggio di Jeeves è oggetto di un esplicito tributo nel romanzo "Wake up, sir!", dell'autore americano Johnatan Ames.
Nella serie a fumetti Martin Mystère l'albo estivo speciale n. 16 "L'impareggiabile Reeves" (giugno 1999) rende un chiaro omaggio alla serie di Jeeves.
Jeeves è un oggetto (item) contenuto nel famoso gioco di ruolo online multigiocatore di massa World of Warcraft, utilizzabile dai giocatori con un alto livello di Ingegneria (Engineering). Si tratta di un robottino che ripara equipaggiamento, vende reagenti ed oggetti e dà accesso al proprio sportello bancario del gioco, al servizio del giocatore per dieci minuti.
A lui si richiamano due personaggi Disney, entrambi italiani: Lusky (ribattezzato Jeeves nelle pubblicazioni anglosassoni) e l'omonimo maggiordomo di Nena Cow, zia di Clarabella.
Jeeves è il nome che ha dato al proprio cane lo scrittore americano David Foster Wallace, in onore al personaggio creato da Wodehouse.

## I libri di Jeeves
L'opera di Wodehouse è divisa in cicli data la frequenza con cui certi personaggi appaiono nei romanzi; il ciclo di Jeeves è nato nel 1917 con il racconto Il giovine Gussie che si sbroglia (Extricating Young Gussie), contenuto nella raccolta L'uomo con due piedi sinistri ( The man with two left feet): 
| Anno | Titolo italiano | Titolo originale                                       | Note                 |
| ---- | --- | ------------------------------------------------------ | -------------------- |
| 1917 | Il giovane Gussie si sbroglia in L'uomo con due piedi sinistri                                                                    | Extricating Young Gussie in The man with two left feet | racconto             |
| 1919 | Traduzione italiana non presente. Tutti racconti pubblicati in italiano in Avanti Jeeves! (5) e L'uomo dai due piedi sinistri (3) | My Man Jeeves                                          | raccolta di racconti |
| 1923 | L'inimitabile Jeeves! | The Inimitable Jeeves                                  | raccolta di racconti |
| 1925 | Avanti Jeeves! | Carry on, Jeeves                                       | raccolta di racconti |
| 1930 | Benissimo, Jeeves! | Very Good Jeeves                                       | raccolta di racconti |
| 1934 | Grazie, Jeeves | Thank you, Jeeves                                      | romanzo              |
| 1934 | Alla buon'ora Jeeves! o Perfetto, Jeeves                                                                                          | Right Ho, Jeeves                                       | romanzo              |
| 1938 | Il codice dei Wooster o Jeeves non si smentisce                                                                                   | The Code of the Woosters                               | romanzo              |
| 1947 | La gioia è col mattino o Un mattino di gioia                                                                                      | Joy in the Morning                                     | romanzo              |
| 1949 | La stagione degli amori | The Mating Season                                      | romanzo              |
| 1953 | Chiamate Jeeves | Ring for Jeeves                                        | romanzo              |
| 1954 | Tanto di cappello a Jeeves o Jeeves e la cavalleria                                                                               | Jeeves and the Feudal Spirit                           | romanzo              |
| 1959 | Jeeves fa una frittata nella raccolta Un grosso affare                                                                            | Jeeves Makes an Omelette in A Few Quick Ones           | racconto             |
| 1960 | Jeeves taglia la corda o Jeeves sta alla larga                                                                                    | Jeeves in the Offing                                   | romanzo              |
| 1963 | Teniamo duro, Jeeves | Stiff Upper Lip, Jeeves                                | romanzo              |
| 1971 | Molto obbligato, Jeeves | Much obliged, Jeeves                                   | romanzo              |
| 1974 | Le zie non sono gentiluomini | Aunts Aren't Gentlemen                                 | romanzo              |

## Riduzioni cinematografiche, televisive e radiofoniche

### Cinema
- Thank you, Jeeves! (1936), di Arthur Grenville Collins, con Arthur Treacher, all'epoca il maggiordomo di Hollywood per eccellenza, nel ruolo di Jeeves, e un giovane David Niven nel ruolo di Bertie.
- Step lively, Jeeves! (1937), di Eugene Forde, sempre con Arthur Treacher come Jeeves, basato su una improbabile trama apocrifa in cui Jeeves emigra in America e si trova implicato in una truffa. Per di più al suo fianco non c'è Bertie.

### Televisione
- Nel periodo maggio 1965 - novembre 1967 il canale televisivo inglese BBC1 trasmise The World of Wooster (Il mondo di Wooster), una situation comedy di mezz'ora del canale televisivo BBC1 con Ian Carmichael nel ruolo di Bertie e Dennis Price in quello di Jeeves. Derek Nimmo interpretava Bingo. La serie del 1967 si intitolava Blandings Castle (Il castello di Blandings).
- Nei primi anni novanta, fu trasmessa sulla Independent Television (ITV) inglese la situation comedy Jeeves and Wooster, con Hugh Laurie nella parte di Bertie e Stephen Fry in quella di Jeeves.
- Nel 2001 la televisione canadese CBC ha trasmesso il musical By Jeeves!, con musiche di Andrew Lloyd Webber, ispirato alla serie di Wodehouse, con Martin Jarvis nella parte di Jeeves.

### Radio
- Negli anni settanta ci fu anche una popolare serie radiofonica, su BBC Radio 4, con Michael Hordern nel ruolo di Jeeves e Richard Briers in quello di Bertie.